# Opel Corsa
Opel Corsa je mali gradski automobil njemačkog proizvođača automobila Opel. Do danas su proizvedene četiri generacije ovog automobila:
- Corsa A proizvodila se najduže, od 1982. do 1993. godine.
- Corsa B se u proizvodnji zadržala od 1993. do 2000.[1] godine.
- Corsa C se proizvodila od 2000. do 2006. godine.
- Corsa D je trenutni model od 2006. Do 2014. godine.

- Opel Corsa A
1982.–1993.
- Opel Corsa B
1993.–2004.
- Opel Corsa C
2000.–2006.
- Opel Corsa D
2006.–2014.
- Stražnji kraj Corse D
- Opel Corsa Super 1600 - reli izvedba

Početkom 2008. godine iz proizvodnih pogona u njemačkom Eisenachu je izašla jubilarna 10-milijuntna Corsa. Proizvodi se diljem svijeta. U Europi je to obična limuzina s troja ili petora vrata, a npr. u Brazilu Corsa služi i kao kombi. Od 2000. do 2006. godine Opel Corsa se prodavao u Australiji kao Holden Barina.
Posljednja se generacija Corse proizvodi s četiri benzinska i tri dizelska motora. Osnovni "benzinac" je obujma 1,0 litara i snage 60 KS, slijedi 1,2 litarski snage 80 KS, te 1,4 litarski snage 90 KS. Top-model u OPC izvedbi pokreće turbo "benzinac", snage 192 KS, koju dobiva iz obujma 1,6 litara.
"Dizelaši" su 1,3 litarski CDTI, snage 75 KS te 90KS, nastao u suradnji s talijanskim Fiatom, kao i 1,7 litarski motor, snage 125 KS.

## Vanjske poveznice
- Službena stranica  Arhivirana inačica izvorne stranice od 5. ožujka 2009. (Wayback Machine) (hrv.)

### Ostali projekti
|  | Zajednički poslužitelj ima još gradiva o temi Opel Corsa |